# Betal Edykowitsch Kalmykow
Betal Edykowitsch Kalmykow (russisch Бетал Эдыкович Калмыков; * 24. Oktoberjul. / 5. November 1893greg.; † 27. Februar 1940) war ein sowjetischer Staats- und Parteifunktionär.

## Leben
Betal Kalmykow war Mitglied des Gesamtrussischen Zentralen Exekutivkomitees und des zentralen Exekutivkomitees der UdSSR aller Wahlperioden, Deputierter des Obersten Sowjets der UdSSR in der ersten Wahlperiode. Er war Träger des Leninordens und des Rotbannerordens.
Kalmykow wurde im Zuge der Stalinschen Säuberungen 1938 verhaftet und 1940 hingerichtet.